# 써클 차트
써클 차트(Circle Chart)는 대한민국의 대중음악 차트이다. 한국음악콘텐츠협회가 운영하고 문화체육관광부가 후원하는 사업으로, 2년여 준비기간을 걸쳐 2010년 2월 23일 서비스를 시작한 가온 차트가 시초이다. 2022년 7월 7일부터 현재의 명칭인 써클 차트로 개편했다.
한편, 2012년부터 매년 2월에 가온차트 뮤직 어워즈를 주최하고 있다.

## 역사

구 가온 차트시절 로고

2009년 2월 4일 문화체육관광부 장관 주재로 음악 산업 관계자들과 함께 음악산업진흥 중기계획 발표회를 개최했다. 이 중 빌보드나 오리콘처럼 음악산업 통계를 산출하는 근거 마련과 글로벌화를 뒷받침하는 K-POP 차트를 만들겠다는 계획에 의해 가온 차트가 만들어졌다. 가온이라는 단어는 가운데, 중심이라는 뜻의 순우리말로, 중심이 되는 차트라는 의미에서 명명되었다. 문화부는 발표 후 1년 동안 대중음악 업계와의 논의, 집계를 위한 기술적인 시스템 구축 등 노력을 해왔다. 2010년 2월 3일 한국음악콘텐츠산업협회는 같은 달 23일 출범식과 함께 공식 홈페이지를 공개한다고 발표하며, 음원 판매량 집계에는 멜론, 도시락, 엠넷닷컴, 벅스, 싸이월드, 소리바다 등 6대 온라인 음원 업체가, 음반 판매량 집계에는 로엔 엔터테인먼트, 엠넷미디어, 소니 뮤직, 워너 뮤직, 유니버설 뮤직, 비타민, 포니캐년 등 대표적인 음반사들이 참여한다고 말했다. 23일 가온 차트 공식 출범식이 열렸으며, 이 날 소녀시대와 슈퍼주니어가 2009년 음원상과 음반상을 받았다.

## 차트
가온 차트는 디지털 중심의 차트로 스트리밍 횟수, 다운로드 수, 배경음 설정수를 합쳐 순위를 매긴다. 차트는 가장 대표적인 디지털 차트와 앨범 차트를 포함해 스트리밍 차트, 다운로드 차트, BGM 차트, 벨소리 차트, 통화연결음 차트, 노래방 차트로 이루어져 있다. Twitter 와 YouTube, YinYueTai의 데이터로 집계한 SNS차트인 가온 소셜차트를 2013년 7월부터 운영 중이며, 중국 Weibo와 합작한 Gaon Weibo Chart는 2014년 7월부터 운영을 시작하였다가 2017년 7월 종료하였다. 2019년 7월, 가온 소셜차트 2.0로 개편한다.
빌보드 집계 방식인 방송횟수는 가온 차트에서 배제하고 있는데, 미국 방송국 수와 달리 대한민국은 숫자가 많지 않고, 몇 개의 방송사가 지배적인 구조여서 부적합하다는 판단을 내렸다. 가온 앨범 차트는 앨범 판매량을 기준으로 순위를 매기고, 디지털 종합차트는 스트리밍, 다운로드, BGM 차트를 합산해 발표하고, 가온 지수를 매겨 공정성을 높이고있다. 분야를 합산할 때는 매출 단가에 따른 가중치를 적용한다.
가온 디지털 차트 - 국내 디지털 종합 순위로 스트리밍, 다운로드 수, 배경음 설정수를 총 집계한 차트이다. 산정 기준은 주간 음원 및 음반 판매량을 통합 집계하고, 주간, 월간 최종 데이터 순위를 둔다. 1주일 간격으로 갱신된다.
2010년 2월 가온 차트 출범과 동시에 생겨났다. 디지털 차트는 가온 차트의 메인 차트로써 스트리밍, 다운로드, BGM 판매량, 모바일 판매량을 합산해 차트 결과를 냈다.
뮤직비디오를 유료로 구매해도 매출에 포함되며, 주로 사용자들이 사용하는 개별 음원 구매나 원음으로 구매하면 똑같이 1회로 집계되도 디지털종합 차트에는 더 많이 반영된다. 다른 음원 사이트와 같이 다운로드로만 기준을 하는 차트는 가온 다운로드 차트가 있다. 차트 제공 업체로는 다음 카카오뮤직, 멜론, 삼성뮤직, 바이닐, 올레뮤직, 벅스, 소리바다, 엠넷, 지니뮤직, VIBE가 있다(2019년 7월 기준).
가온 앨범 차트 - 판매량 기준이 아닌 전체 출하량을 기준으로 집계를 실시한다. 공식 홈페이지에 차트 순위를 매겨 올리며, 음반 차트는 실판매량을 기준으로 하는 것이 아니라 출하량에서 반품값을 뺀 수량을 기준으로 한다. 즉, 한터차트는 0의 상태에서 실제 판매된 수량을 더해가는 형식이며, 가온 앨범 차트는 100의 상태에서 판매가 되지 않은 수량을 제외해서 선정한다. 차트 제공 업체로는 강앤뮤직, Kakao M, 뮤직앤뉴, 소니뮤직, 에이앤지모즈, 엠넷미디어, M2M 코리아, 워너뮤직, 윈드밀 미디어, 유니버셜뮤직, 지니뮤직, 해피로봇 레코드, 웨스트브릿지, 키노, Naturally Music이 있다(2019년 7월 기준).
가온 리테일 앨범 차트 - 2019년 3월, 가온차트 역시 한터차트와 마찬가지로 실판매량을 알 수 있는 소매점 앨범 차트를 신설하였다. 차트 제공 업체로는 교보핫트랙스, 신나라레코드, 알라딘, 예스24, 인터파크, 사운드웨이브, YG PLUS, 상암동 음반가게, 빅히트샵, 에스엠타운스토어가 있다(2019년 7월 기준).
가온 소셜 차트 - 유튜브와 트위터, 중국의 뮤직비디오 공유 사이트인 YinYueTai로부터의 전세계 소셜활동 지수를 통해 구성되는 K-POP 소셜랭킹 차트이다. 2013년 7월 15일부터 2014년 6월 22일까지는 YouTube, Facebook, Twitter와 미투데이로부터 정보를 제공하였으나, 미투데이가 서비스를 종료한 이후에는 2014년 6월 23일부터 그 해 7월 5일까지 유튜브, 페이스북, 트위터로부터 정보를 제공하였다. 2014년 7월 6일부터는 Facebook이 Weibo로 대체되었다. 2016년 2월 중국의 뮤직비디오 공유 사이트인 YinYueTai가 추가되었고, Weibo는 2017년 7월 데이터 제공에서 제외되었다. 2019년 7월 기준으로, 소셜 차트 2.0으로 개편되었다.
가온 소셜 차트 2.0 - 2019년 7월 18일, 가온차트는 2013년 7월부터 운영해온 Social Chart를 다음과 같이 Social Chart 2.0으로 개편한다고 발표했다.

- 기존 곡 중심의 차트에서 아티스트 중심으로 변경
- Top 50 아티스트 순위 발표
- 주간차트 뿐 아니라 월간, 연간차트로도 발표
- 집계 플랫폼 : V Live, MuBeat, SMR, 마이셀럽스
- 연내 유튜브 등 플랫폼 추가 예정

차트 제공 업체로는 VLIVE, MUBEAT, SMR, 마이셀럽스, YouTube가 있다(2021년 1월 기준). 2021년 6월 10일, TikTok의 데이터를 가온차트에서 공식적으로 제공받아 소셜차트 2.0 에 반영한다고 밝혔다(2021년 6월 1일부터 적용).
소셜차트 2.0 데이터 제공 업체 : YouTube, Mubeat, V LIVE, 마이셀럽스
가온 BGM 차트 - 차트 순위는 BGM 판매량을 집계한다.
가온 노래방 차트 - 노래방 이용량을 집계한다.
제공하는 노래방은 TJ미디어가 있다(2019년 7월 기준).
가온 모바일 차트 - 국내 이동 통신사의 통화연결음, 벨소리 인기 순위를 기준으로 집계한다. 제공하는 이동 통신사로는 T-world가 있다(2019년 7월 기준).
가온 벨 차트 - 국내 이동 통신사의 통화연결음, 벨소리 인기 순위를 기준으로 집계한다.
가온 링 차트 - 국내 이동 통신사의 통화연결음, 벨소리 인기 순위를 기준으로 집계한다.
| 차트명             | 차트명             | 집계 방식                                           | 발표 순위 | 설명                                                                                             |
| ------------------ | ------------------ | --------------------------------------------------- | --------- | ------------------------------------------------------------------------------------------------ |
| 써클 글로벌 차트   | 써클 글로벌 차트   | 글로벌 온라인 스트리밍 수                           | 200       | 글로벌 음원 스트리밍 수를 기점으로 집계한 차트.                                                  |
| 써클 디지털 차트   | 써클 디지털 차트   | 스트리밍 차트 + 다운로드 차트 + BGM 차트            | 200       | 스트리밍 차트, 다운로드 차트, BGM 차트를 합쳐 집계한 차트로, 가온 지수라는 숫자로 값을 나타낸다. |
| 써클 스트리밍 차트 | 써클 스트리밍 차트 | 온라인 음원 스트리밍 수                             | 200       | 온라인 음원 스트리밍 수를 기준으로 집계한 차트.                                                  |
| 써클 다운로드 차트 | 써클 다운로드 차트 | 온라인 음원 다운로드 수                             | 200       | 온라인 음원 다운로드 수를 기준으로 집계한 차트로, 다운로드 건수를 보여준다.                      |
| 써클 BGM 차트      | 써클 BGM 차트      | BGM 판매량                                          | 200       | 미니홈피 및 블로그의 배경음악 판매량을 기준으로 집계한 차트.                                     |
| 써클 앨범 차트     | 써클 앨범 차트     | 제작사 출하단위 도매 수량(반품수량 반영)            | 100       | 제작사 출하단위 도매 수량(반품수량 반영) 수치로, 주간 차트보다는 월간차트가 더 정확하다.         |
| 써클 소매점 차트   | 써클 소매점 차트   | 오프라인 소매점 판매 수량                           | 50        | 오프라인 소매점 판매 수량 기준으로 집계한 차트.                                                  |
| 써클 노래방 차트   | 써클 노래방 차트   | 노래방 이용량                                       | 200       | 노래방 이용량을 기준으로 집계한 차트.                                                            |
| 써클 모바일 차트   | 벨소리             | 국내 이동 통신사의 통화연결음, 벨소리 인기순위 기준 | 100       | 국내 이동 통신사의 통화연결음, 벨소리 인기순위를 기준으로 집계한 차트.                           |
| 써클 모바일 차트   | 통화연결음         | 국내 이동 통신사의 통화연결음, 벨소리 인기순위 기준 | 100       | 국내 이동 통신사의 통화연결음, 벨소리 인기순위를 기준으로 집계한 차트.                           |
| 써클 소셜 차트     | 써클 소셜 차트     | 소셜 서비스 인기 순위                               | 50        | 소셜 서비스의 아티스트 인기도.                                                                   |

## 한계점
주요 음반유통사를 거치지 않고 유통되는 음반은 집계에 잡히지 않는다. 4만장 이상 팔린 장기하와 얼굴들 음반의 경우, 인디 레이블이 자체 유통했기 때문에 반영이 안된다. 이에 대해 최광호 한국음악콘텐츠산업협회 사무국장은 문제점을 보완해 나갈 계획이라고 말했다.
그런 한계점을 잘 알고 있지만, 객관적 자료 없이 추정치만으로 반영하기는 어렵다. 앞으로 이런 문제점들을 차근차근 보완해 나갈 계획— 2010년 2월 23일, 가온 차트 출범식 인터뷰 중

이뿐만 아니라, 수입반은 아예 집계기준에서 배제되는 것 역시, 한계점으로 꼽힌다.

## 가장 음반을 많이 판 음악가 목록

### 가장 앨범을 많이 판 음악가
※ 2019년 8월 기준
- 1위 방탄소년단 / 1556.3만장
- 2위 EXO / 1195.1만장
- 3위 TWICE / 386.8만장
- 4위 Wanna One / 364.4만장
- 5위 GOT7 / 306.7만장
- 6위 세븐틴 / 281.2만장
- 7위 NCT / 227.2만장
- 8위 인피니트 / 170.1만장
- 9위 VIXX / 143.7만장
- 10위 몬스타엑스 / 142.3만장

## 디지털 차트의 각종 기록

### 최장기간 1위곡
(2020년 12월 기준)
11주
- 방탄소년단 – "Dynamite"

7주
- 지코 – "아무노래"
- 미란이 , 먼치맨 , Khundi Panda , 머쉬베놈 (MUSHVENOM) - "VVS (Feat. JUSTHIS) (Prod. GroovyRoom)"

6주
- iKON – "사랑을 했다"

5주
- 아이유 – "좋은날"
- 싸이 – "강남스타일"
- 싹쓰리 - "다시 여기 바닷가"

4주
- 미쓰에이 – "Bad Girl Good Girl"
- TWICE – "TT"
- EXO – "Ko Ko Bop"
- 로꼬, 화사 – "주지마"
- 벤 – "180도"
- 폴킴 – "안녕"
- AKMU – "어떻게 이별까지 사랑하겠어, 널 사랑하는 거지"
- 아이유 – "Blueming"
- 아이유 – "에잇 (Prod.&Feat. SUGA of BTS)"

### 주간 1위에 곡을 가장 많이 올린 음악가
2010년 이래로 현재 1위곡을 많이 가지고 있는 음악가는 아이유로, 총 24곡이 1위에 달성했다. 그녀를 뒤이어 BIGBANG(10곡), 2NE1, 씨스타 그리고 TWICE(세 음악가 모두 9곡), 허각, 소녀시대와 다비치(8곡), 자이언티(7곡)가 있다. (2020년 11월 기준)
| 순위        | 1위    | 2위     | 3위                 | 4위                    | 5위                                |
| ----------- | ------ | ------- | ------------------- | ---------------------- | ---------------------------------- |
| 음악가      | 아이유 | BIGBANG | 2NE1, 씨스타, TWICE | 허각, 소녀시대, 다비치 | 자이언티, 태연, 박효신, 방탄소년단 |
| Total songs | 24     | 10      | 9                   | 8                      | 7                                  |

### 주간 1위를 가장 많이 달성한 음악가
현재 주간 1위에 가장 오래 머무른 음악가는 아이유로, 총 46주간 1위를 달성했다. 그녀를 뒤이어 BIGBANG(19주), 방탄소년단(17주), TWICE(15주), 씨스타(12주)가 있다. (2020년 11월 기준)
| 순위        | 1위    | 2위     | 3위        | 4위   | 5위    |
| ----------- | ------ | ------- | ---------- | ----- | ------ |
| 음악가      | 아이유 | BIGBANG | 방탄소년단 | TWICE | 씨스타 |
| Total weeks | 46     | 19      | 17         | 15    | 12     |

### 월간 1위를 가장 많이 달성한 음악가
월간 차트에서 1위를 가장 오래 머무른 음악가는 아이유로, 총 12개월 1위를 달성했다. 뒤이어 BIGBANG(8개월), 다비치, 그리고 2NE1과 싸이(4개월)가 있다. (2020년 11월 기준)
| 순위         | 1위    | 2위     | 3위                |
| ------------ | ------ | ------- | ------------------ |
| 음악가       | 아이유 | BIGBANG | 다비치, 2NE1, 싸이 |
| Total months | 12     | 8       | 4                  |

### 연간 1위 목록
| #  | 발매년도 | 곡                              | 음악가       | 레이블                      |
| -- | -------- | ------------------------------- | ------------ | --------------------------- |
| 1  | 2010년   | 《Bad Girl Good Girl》          | 미쓰에이     | JYP 엔터테인먼트            |
| 2  | 2011년   | 《Roly-Poly》                   | 티아라       | MBK 엔터테인먼트            |
| 3  | 2012년   | 《강남스타일》                  | 싸이         | YG 엔터테인먼트             |
| 4  | 2013년   | 《GENTLEMAN》                   | 싸이         | YG 엔터테인먼트             |
| 5  | 2014년   | 《썸 (Feat. 릴보이 of 긱스)》   | 소유, 정기고 | 스타쉽 엔터테인먼트         |
| 6  | 2015년   | 《뱅뱅뱅》                      | 빅뱅         | YG 엔터테인먼트             |
| 7  | 2016년   | 《CHEER UP》                    | 트와이스     | JYP 엔터테인먼트            |
| 8  | 2017년   | 《첫눈처럼 너에게 가겠다》      | 에일리       | CJ E&M MUSIC                |
| 9  | 2018년   | 《사랑을 했다 (LOVE SCENARIO)》 | iKON         | YG 엔터테인먼트             |
| 10 | 2019년   | 《2002》                        | Anne-Marie   | Atlantic Records UK         |
| 11 | 2020년   | 《아무노래》                    | 지코         | KOZ 엔터테인먼트            |
| 12 | 2021년   | 《Celebrity》                   | 아이유       | 카카오엔터테인먼트 (이담)   |
| 13 | 2022년   | 《LOVE DIVE》                   | IVE          | 카카오엔터테인먼트 (스타쉽) |
| 14 | 2023년   | 《Ditto》                       | NewJeans     | 하이브 (어도어)             |

### 그 외
OST 기록
- 최초로 디지털 주간 차트 1위를 달성한 곡: 그남자 《시크릿 가든》 (현빈, 2011년 4주차)[9]
- 최초로 디지털 연간 차트 1위를 달성한 곡: 첫눈처럼 너에게 가겠다 《쓸쓸하고 찬란하神 - 도깨비》 (에일리, 2017년)[10]

## 앨범 차트의 각종 기록

### 연간차트 10위권내에 앨범을 가장 많이 올린 음악가
(2020년 1월 기준)
| 앨범 수 | 음악가     | 앨범명                                            | 발매연도 |
| ------- | ---------- | ------------------------------------------------- | -------- |
| 21      | EXO        | XOXO (Kiss Ver.)                                  | 2013     |
| 21      | EXO        | XOXO (Hug Ver.)                                   | 2013     |
| 21      | EXO        | XOXO (Repackage Edition) (Kiss Ver.)              | 2013     |
| 21      | EXO        | XOXO (Repackage Edition) (Hug Ver.)               | 2013     |
| 21      | EXO        | Miracles in December (Korean Ver.)                | 2013     |
| 21      | EXO        | Miracles in December (Chinese Ver.)               | 2013     |
| 21      | EXO        | Exodus (Korean Ver.)                              | 2015     |
| 21      | EXO        | Exodus (Chinese Ver.)                             | 2015     |
| 21      | EXO        | Love Me Right (Korean Ver.)                       | 2015     |
| 21      | EXO        | Sing For You (Korean Ver.)                        | 2015     |
| 21      | EXO        | Sing For You (Chinese Ver.)                       | 2015     |
| 21      | EXO        | EX'ACT (Korean Ver.)                              | 2016     |
| 21      | EXO        | For Life                                          | 2016     |
| 21      | EXO        | EX'ACT (Chinese Ver.)                             | 2016     |
| 21      | EXO        | LOTTO (Korean Ver.)                               | 2016     |
| 21      | EXO        | The War (Korean Ver.)                             | 2017     |
| 21      | EXO        | The War: The Power Of Music (Korean Ver.)         | 2017     |
| 21      | EXO        | Universe                                          | 2017     |
| 21      | EXO        | Don't Mess Up My Tempo                            | 2018     |
| 21      | EXO        | Love Shot                                         | 2018     |
| 21      | EXO        | OBSESSION                                         | 2019     |
| 10      | 방탄소년단 | 화양연화 pt.1                                     | 2015     |
| 10      | 방탄소년단 | 화양연화 pt.2                                     | 2015     |
| 10      | 방탄소년단 | WINGS                                             | 2016     |
| 10      | 방탄소년단 | 화양연화 Young Forever                            | 2016     |
| 10      | 방탄소년단 | YOU NEVER WALK ALONE                              | 2017     |
| 10      | 방탄소년단 | Love Yourself: Her                                | 2017     |
| 10      | 방탄소년단 | Love Yourself: Answer                             | 2018     |
| 10      | 방탄소년단 | Love Yourself: Tear                               | 2018     |
| 10      | 방탄소년단 | MAP OF THE SOUL : PERSONA                         | 2019     |
| 10      | 방탄소년단 | BTS WORLD OST                                     | 2019     |
| 9       | 슈퍼주니어 | Bonamana                                          | 2010     |
| 9       | 슈퍼주니어 | Bonamana (Repackaged)                             | 2010     |
| 9       | 슈퍼주니어 | Mr. Simple                                        | 2011     |
| 9       | 슈퍼주니어 | A-CHa (Mr. Simple Repackaged)                     | 2011     |
| 9       | 슈퍼주니어 | Sexy, Free & Single                               | 2012     |
| 9       | 슈퍼주니어 | Mamacita                                          | 2014     |
| 9       | 슈퍼주니어 | This Is Love                                      | 2014     |
| 9       | 슈퍼주니어 | Devil                                             | 2015     |
| 9       | 슈퍼주니어 | Time Slip                                         | 2019     |
| 6       | 소녀시대   | Oh!                                               | 2010     |
| 6       | 소녀시대   | 훗 (Hoot)                                         | 2010     |
| 6       | 소녀시대   | Run Devil Run (Oh! Repackaged)                    | 2010     |
| 6       | 소녀시대   | The Boys                                          | 2011     |
| 6       | 소녀시대   | I Got a Boy                                       | 2013     |
| 6       | 소녀시대   | Mr.Mr.                                            | 2014     |
| 5       | Wanna One  | 1X1=1 (To Be One)                                 | 2017     |
| 5       | Wanna One  | 1-1=0 (Nothing Without You)                       | 2017     |
| 5       | Wanna One  | 0+1=1 (I Promise You)                             | 2018     |
| 5       | Wanna One  | 1÷x=1 (Undivided)                                 | 2018     |
| 5       | Wanna One  | 1¹¹=1 (Power of Destiny)                          | 2018     |
| 4       | 동방신기   | Keep Your Head Down                               | 2011     |
| 4       | 동방신기   | Catch Me                                          | 2012     |
| 4       | 동방신기   | Tense                                             | 2014     |
| 4       | 동방신기   | Rise as God                                       | 2015     |
| 4       | JYJ        | The Beginning                                     | 2010     |
| 4       | JYJ        | The Beginning (New Limited Edition)               | 2010     |
| 4       | JYJ        | In Heaven                                         | 2011     |
| 4       | JYJ        | Just Us                                           | 2014     |
| 4       | 샤이니     | Lucifer                                           | 2010     |
| 4       | 샤이니     | Sherlock                                          | 2012     |
| 4       | 샤이니     | Chapter 1. Dream Girl – The Misconceptions of You | 2013     |
| 4       | 샤이니     | Odd                                               | 2015     |
| 4       | 세븐틴     | Teen, Age                                         | 2017     |
| 4       | 세븐틴     | You Make My Day                                   | 2018     |
| 4       | 세븐틴     | You Make My Dawn                                  | 2019     |
| 4       | 세븐틴     | An Ode                                            | 2019     |
| 3       | BIGBANG    | Tonight                                           | 2011     |
| 3       | BIGBANG    | Alive                                             | 2012     |
| 3       | BIGBANG    | Still Alive                                       | 2012     |
| 3       | GOT7       | Flight Log: Turbulence                            | 2016     |
| 3       | GOT7       | 7 for 7                                           | 2017     |
| 3       | GOT7       | Flight Log: Arrival                               | 2017     |
| 3       | 비스트     | Fiction and Fact                                  | 2011     |
| 3       | 비스트     | Midnight Sun                                      | 2012     |
| 3       | 비스트     | Good Luck                                         | 2014     |
| 3       | TWICE      | Twicecoaster: Lane 1                              | 2016     |
| 3       | TWICE      | What Is Love?                                     | 2018     |
| 3       | TWICE      | Feel Special                                      | 2019     |
| 2       | 김현중     | Break Down                                        | 2011     |
| 2       | 김현중     | Lucky                                             | 2011     |
| 2       | 지드래곤   | One of a Kind                                     | 2012     |
| 2       | 지드래곤   | COUP D'ETAT                                       | 2013     |
| 2       | EXO K      | MAMA                                              | 2012     |
| 2       | EXO K      | Overdose                                          | 2014     |
| 2       | 인피니트   | Infinitize                                        | 2012     |
| 2       | 인피니트   | Season 2                                          | 2014     |

### 주간 1위를 가장 많이 달성한 음악가
(2020년 11월 기준)
| 순위        | 1위 | 2위        | 3위      | 4위        | 5위    |
| ----------- | --- | ---------- | -------- | ---------- | ------ |
| 음악가      | EXO | 방탄소년단 | 소녀시대 | 슈퍼주니어 | SHINee |
| Total weeks | 32  | 22         | 21       | 16         | 15     |

### 월간 1위를 가장 많이 달성한 음악가
(2020년 3월 기준)
| 순위         | 1위 | 2위      | 2위        | 3위        | 4위    | 5위    | 6위               |
| ------------ | --- | -------- | ---------- | ---------- | ------ | ------ | ----------------- |
| 음악가       | EXO | 소녀시대 | 방탄소년단 | 슈퍼주니어 | 세븐틴 | 샤이니 | 동방신기, BIGBANG |
| Total months | 17  | 10       | 10         | 9          | 7      | 6      | 5                 |

### 주간 1위를 가장 많이 달성한 앨범
(2019년 6월 기준)
| Total Weeks | 음악가         | 앨범명                                           | 발매 연도 |
| ----------- | -------------- | ------------------------------------------------ | --------- |
| 4주         | EXO            | EXODUS (Korean Ver.)                             | 2015      |
| 3주         | 소녀시대       | Oh!                                              | 2010      |
| 3주         | SS501          | Destination                                      | 2010      |
| 3주         | Various Artist | Sungkyunkwan Scandal                             | 2010      |
| 3주         | 소녀시대       | The Boys                                         | 2011      |
| 3주         | 슈퍼주니어     | Sexy, Free & Single                              | 2012      |
| 3주         | 동방신기       | Catch Me                                         | 2012      |
| 3주         | EXO            | EX'ACT (Korean Version)                          | 2016      |
| 3주         | EXO            | The War                                          | 2017      |
| 3주         | Wanna One      | 1X1=1 (To Be One)                                | 2017      |
| 3주         | 세븐틴         | You Made My Dawn                                 | 2019      |
| 3주         | 방탄소년단     | Map of the Soul: Persona                         | 2019      |
| 3주         | X1             | 비상 : QUANTUM LEAP                              | 2019      |
| 2주         | 2PM            | 01:59PM                                          | 2010      |
| 2주         | 씨엔블루       | Bluetory                                         | 2010      |
| 2주         | 슈퍼주니어     | Bonamana                                         | 2010      |
| 2주         | 샤이니         | Lucifer                                          | 2010      |
| 2주         | 보아           | Hurricane Venus                                  | 2010      |
| 2주         | 소녀시대       | Hoot (훗)                                        | 2010      |
| 2주         | 동방신기       | Keep Your Head Down                              | 2011      |
| 2주         | 씨엔블루       | First Step                                       | 2011      |
| 2주         | BIGBANG        | Tonight (Special Edition)                        | 2011      |
| 2주         | 슈퍼주니어     | Mr. Simple                                       | 2011      |
| 2주         | BIGBANG        | ALIVE                                            | 2012      |
| 2주         | 비스트         | Midnight Sun                                     | 2012      |
| 2주         | 동방신기       | Humanoids                                        | 2012      |
| 2주         | 소녀시대       | I Got a Boy                                      | 2013      |
| 2주         | 씨엔블루       | Re:Blue                                          | 2013      |
| 2주         | 인피니트       | New Challenge                                    | 2013      |
| 2주         | 2PM            | Grown                                            | 2013      |
| 2주         | EXO            | XOXO (Repackage Edition) (Kiss Ver.)             | 2013      |
| 2주         | 승리           | Let's Talk About Love                            | 2013      |
| 2주         | 샤이니         | Everybody                                        | 2013      |
| 2주         | 김재중         | WWW                                              | 2013      |
| 2주         | EXO            | Miracles in December (Korean Ver.)               | 2013      |
| 2주         | 소녀시대       | Mr.Mr.                                           | 2014      |
| 2주         | JYJ            | Just Us                                          | 2014      |
| 2주         | 태민           | Ace                                              | 2014      |
| 2주         | 슈퍼주니어     | Mamacita                                         | 2014      |
| 2주         | 슈퍼주니어     | The 7th Album Special Edition 'This Is Love'     | 2014      |
| 2주         | 샤이니         | Odd                                              | 2015      |
| 2주         | EXO            | Love Me Right (Korean Ver.)                      | 2015      |
| 2주         | 소녀시대       | Lion Heart                                       | 2015      |
| 2주         | B.A.P          | Matrix                                           | 2015      |
| 2주         | EXO            | Sing for You                                     | 2015      |
| 2주         | 김재중         | No.X                                             | 2016      |
| 2주         | 태민           | Press It                                         | 2016      |
| 2주         | 방탄소년단     | The Most Beautiful Moment in Life: Young Forever | 2016      |
| 2주         | 방탄소년단     | Wings                                            | 2016      |
| 2주         | 방탄소년단     | Love Yourself: Tear                              | 2018      |
| 2주         | 방탄소년단     | Love Yourself: Answer                            | 2018      |
| 2주         | GOT7           | Present: You                                     | 2018      |
| 2주         | NCT 127        | Regular-Irregular                                | 2018      |

### 월간 1위를 가장 많이 달성한 앨범
(2020년 1월 기준)
| 음악가   | 앨범명    | Total Months | 연도 |
| -------- | --------- | ------------ | ---- |
| 소녀시대 | The Boys  | 3            | 2011 |
| 소녀시대 | Oh!       | 2            | 2010 |
| EXO      | Exodus    | 2            | 2015 |
| EXO      | OBSESSION | 2            | 2019 |

### 연간 1위 목록
| #  | 발매년도 | 앨범                                 | 음악가     | 레이블               | 판매량    |
| -- | -------- | ------------------------------------ | ---------- | -------------------- | --------- |
| 1  | 2010년   | 《'미인아(Bonamana)' The 4th Album》 | 슈퍼주니어 | SM 엔터테인먼트      |           |
| 2  | 2011년   | 《The Boys》                         | 소녀시대   | SM 엔터테인먼트      | 385,348   |
| 3  | 2012년   | 《Mr. Simple》                       | 슈퍼주니어 | SM 엔터테인먼트      | 356,431   |
| 4  | 2013년   | 《XOXO (Kiss&Hug) Repackage》        | EXO        | SM 엔터테인먼트      | 335,823   |
| 5  | 2014년   | 《중독 (Overdose)》                  | EXO-K      | SM 엔터테인먼트      | 385,047   |
| 6  | 2015년   | 《EXODUS (Korean Ver.)》             | EXO        | SM 엔터테인먼트      | 478,856   |
| 7  | 2016년   | 《WINGS》                            | 방탄소년단 | 빅히트 엔터테인먼트  | 751,301   |
| 8  | 2017년   | 《LOVE YOURSELF 承 'Her'》           | 방탄소년단 | 빅히트 엔터테인먼트  | 1,493,443 |
| 9  | 2018년   | 《LOVE YOURSELF 結 'Answer'》        | 방탄소년단 | 빅히트 엔터테인먼트  | 2,197,808 |
| 10 | 2019년   | 《MAP OF THE SOUL : PERSONA》        | 방탄소년단 | 빅히트 엔터테인먼트  | 3,718,230 |
| 11 | 2020년   | 《MAP OF THE SOUL : 7》              | 방탄소년단 | 빅히트 엔터테인먼트  | 4,376,975 |
| 12 | 2021년   | 《Butter》                           | 방탄소년단 | 하이브 (빅히트 뮤직) | 2,999,407 |
| 13 | 2022년   | 《Proof》                            | 방탄소년단 | 하이브 (빅히트 뮤직) | 3,482,598 |
| 14 | 2023년   | 《10th Mini Album 'FML'》            | 세븐틴     | 하이브 (플레디스)    | 5,546,930 |

## 소셜 차트의 각종 기록

### 최장기간 1위곡
(2019년 6월 기준)
1. TWICE - "TT" (16주)
2. 방탄소년단 - "IDOL" (14주)
3. 방탄소년단 - "DNA" (12주)
4. 방탄소년단 featuring 디자이너 - "MIC Drop (Steve Aoki Remix)" (11 weeks)
5. 현아 - "Roll Deep" (10주)
6. TWICE - "SIGNAL" (9주)
7. EXID - "Ah Yeah", 현아 - "Red", 방탄소년단 - "작은 것들을 위한 시" (8주)
8. Twice - "CHEER UP", 방탄소년단 - "FAKE LOVE" (7주)
9. AOA - "Like a Cat", 방탄소년단 - "불타오르네" (6주)

### 주간 1위를 가장 많이 달성한 음악가
(2020년 11월 기준)
1. 방탄소년단 (110주)
2. TWICE (57주)
3. 현아 (19주)
4. EXID (17주)
5. AOA, 비스트 (12주)
6. 크레용팝 (9주)
7. 포미닛 (7주)
8. 트러블 메이커, 인피니트 (5주)

## 웨이보 차트의 각종 기록

### 주간 1위를 가장 많이 달성한 음악가
(2017년 7월 기준 제공 종료)
| # | 음악가 (그룹) | Total weeks | # | 음악가 (개인) | Total weeks |
| - | ------------- | ----------- | - | ------------- | ----------- |
| 1 | 방탄소년단    | 36          | 1 | 정용화        | 69          |
| 2 | 슈퍼주니어    | 30          | 2 | 레이          | 28          |
| 3 | BIGBANG       | 25          | 3 | 지드래곤      | 19          |
| 4 | GOT7          | 14          | 4 | 이민호        | 17          |
| 5 | 신화          | 12          | 5 | 루한          | 13          |

## 가온 인증제
위에 나열된 자료와 별도로, 2018년부터 디지털 판매량(다운로드, 스트리밍) 및 앨범 판매량(CD를 비롯한 피지컬 출하량 한정)에 따라서 플래티넘, 밀리언 등으로 구분하고 있다.

### 인증 대상
앨범(피지컬)
- 국내 발매된 국내외 앨범(국내 라이선스 앨범)
- 트랙리스트가 동일한, 동일 매체의 단일 앨범 판매량 기준
- 2018년 1월 1일 이후 발매되었으며, 발매된 지 6주가 지난 앨범

| Thresholds per award | Thresholds per award | Thresholds per award | Thresholds per award | Thresholds per award |
| Platinum             | 2× Platinum          | 3× Platinum          | Million              | 2× Million           |
| -------------------- | -------------------- | -------------------- | -------------------- | -------------------- |
| 250,000              | 500,000              | 750,000              | 1,000,000            | 2,000,000            |

음원
- 온라인 주문형 스트리밍 및 다운로드 음원
- 2018년 1월 1일 이후 발매되었으며, 발매일부터 인증 대상

디지털 판매량(다운로드)

| Thresholds per award | Thresholds per award | Thresholds per award | Thresholds per award |
| Platinum             | 2× Platinum          | 3× Platinum          | Diamond              |
| -------------------- | -------------------- | -------------------- | -------------------- |
| 2,500,000            | 5,000,000            | 7,500,000            | 10,000,000           |

스트리밍

| Thresholds per award | Thresholds per award | Thresholds per award | Thresholds per award |
| Platinum             | 2× Platinum          | 3× Platinum          | Billion              |
| -------------------- | -------------------- | -------------------- | -------------------- |
| 100,000,000          | 200,000,000          | 300,000,000          | 1,000,000,000        |

### 인증 제외 대상
앨범(피지컬)
- 해외 라이선스 앨범과 비판매용 앨범

음원
- 무료 프로모션 음원

## 같이 보기
- 가온차트 뮤직 어워즈
- 가온 디지털 차트